# Sawi-seret
Sawi-seret ist die Bezeichnung für einen altägyptischen Dekan, der vier Dekan-Sterne umfasste und zum altägyptischen Sternbild Schaf gehörte, das in vielen Särgen auf den Diagonalsternuhren und z. B. auch im Grab des Senenmut abgebildet ist.
Die Ableitung der Übersetzung Flanke stammt von der Form s3wt und bezieht sich auf den Körperteil zwischen Steißbein und Rücken, weshalb in diesem Zusammenhang auch von flankierend und schützend gesprochen wird. Der auffälligste Stern ist hier Sadalsuud (β) im Sternbild Wassermann.
In den Dekanlisten der Sethos-Schrift repräsentierte Sawi-seret am Leib der Nut den 20. Dekan. Der heliakische Aufgang war für den 16. Achet III angesetzt und hatte als Datierungsgrundlage die verfügte Anordnung unter Sesostris III. (12. Dynastie) in dessen siebtem Regierungsjahr.
Aufgrund der Extinktion ist Sawi-seret bis zu einer Horizonthöhe von 2,9° sichtbar. Der scheinbare Auf- oder Untergang erfolgt etwa 18 bis 21 Minuten später bzw. früher als der tatsächliche Auf- oder Untergang.